# Meotica exilis
Meotica exilis är en skalbaggsart som först beskrevs av Wilhelm Ferdinand Erichson 1837.  Meotica exilis ingår i släktet Meotica och familjen kortvingar. Arten är reproducerande i Sverige. Inga underarter finns listade i Catalogue of Life.